# Joe Jackson (baseball)
Pour les articles homonymes, voir Jackson et Joe Jackson (homonymie).
Joseph Jefferson Jackson (16 juillet 1887 - 5 décembre 1951) surnommé Shoeless Joe Jackson était un joueur américain de baseball. Il fut parmi les joueurs bannis en 1919 après le scandale des Black Sox.

## Carrière
Jackson fut parmi les meilleurs frappeurs du jeu, enregistrant une moyenne à la batte de 0,408 en 1911, la 6e meilleure moyenne depuis 1900. En carrière il frappa 0,356, la 3e meilleure moyenne du XXe siècle. Seuls Ty Cobb et Rogers Hornsby enregistrèrent une meilleure moyenne en carrière. Il frappa aussi 307 doubles en 1332 parties.

## Scandale des Black Sox
En 1919, les White Sox de Chicago  perdirent la Série mondiale aux Reds de Cincinnati. Huit joueurs des White Sox furent accusés de perdre volontairement les matchs. Il fut parmi ces huit joueurs qui furent arrêtés par la police. Il ne fut pas reconnu coupable de tricherie mais fut reconnu coupable de ne pas avoir prévenu les autorités. Il fut banni du baseball professionnel.
Jackson ne fut jamais élu au temple de la renommée du baseball, mais fut parmi les derniers 100 candidats pour l'équipe du siècle, à laquelle 30 joueurs furent élus.

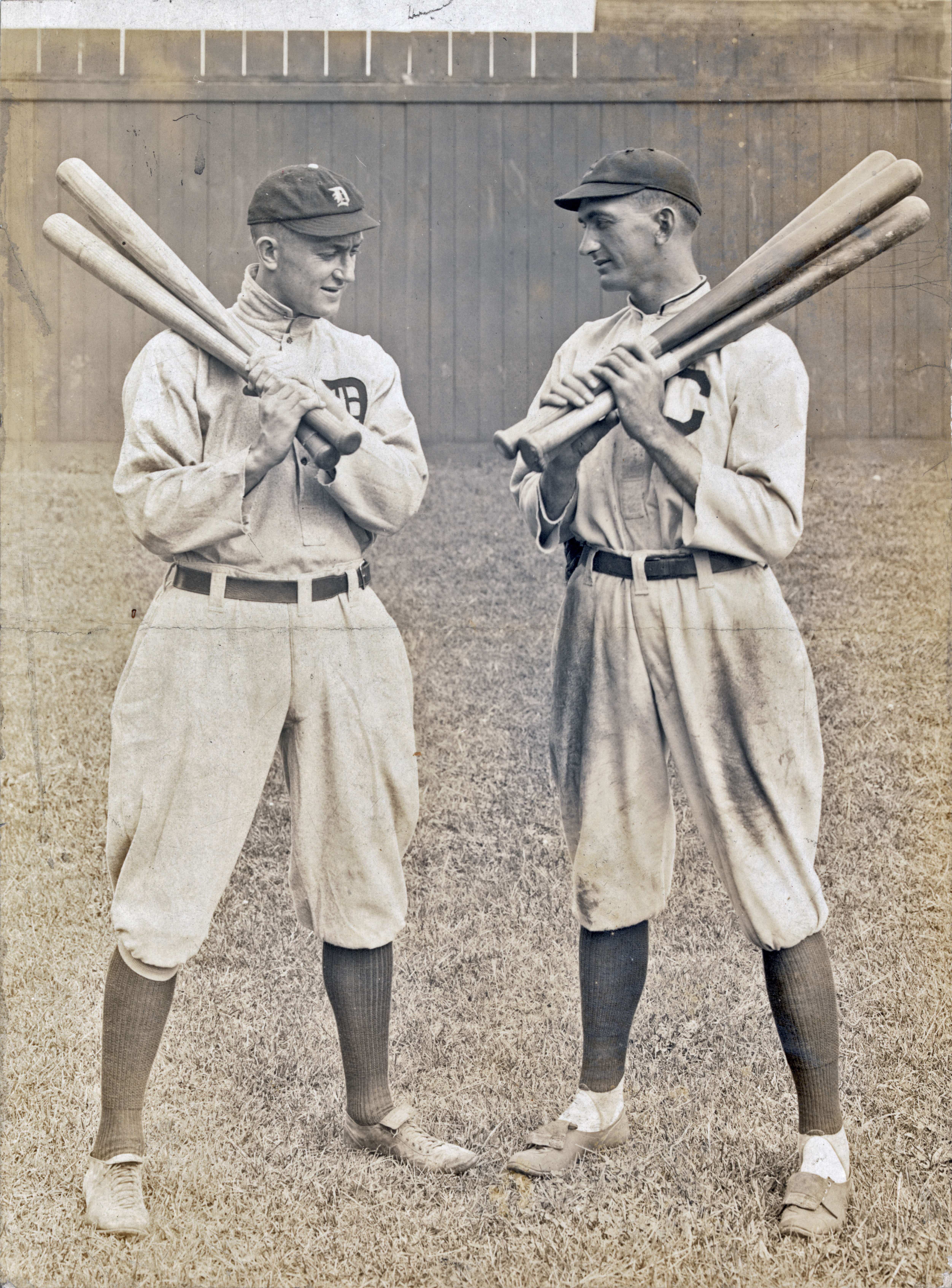
Ty Cobb et Joe Jackson.

## Statistiques
| G    | AB   | H    | 2B  | 3B  | HR | R   | RBI | BB  | SO  | AVG   | OBP   | SLG   |
| ---- | ---- | ---- | --- | --- | -- | --- | --- | --- | --- | ----- | ----- | ----- |
| 1332 | 4981 | 1772 | 307 | 168 | 54 | 873 | 785 | 519 | 158 | 0,356 | 0,423 | 0,517 |

## Postérité
- Il est interprété par D. B. Sweeney dans Les Coulisses de l'exploit (Eight Men Out ; 1988).
- Joe Jackson est l'objet d'un roman de W.P. Kinsella, Shoeless Joe, dont a été tiré le film Jusqu'au bout du rêve (Field of Dreams ; 1989). Dans ce dernier, c'est l'acteur Ray Liotta qui interprète le rôle de Jackson.
- Une rumeur populaire veut que le chanteur britannique Murray Head lui a dédié une chanson sur son deuxième album Say It Ain't So, justement intitulée Say It Ain't So, Joe, cette chanson est une dénonciation politique qui dénonce l'attitude des Américains de l'époque qui, malgré le scandale du Watergate, continuaient de voter pour Nixon. Joe est un prénom commun et symbolise le fait que tous les hommes de pouvoir sont les mêmes, en l'occurrence des menteurs. L'explication couramment répandue sur une chanson évoquant la star du baseball Joe Jackson a été avancée, à tort, par un journaliste américain